# Tony Clarke (baron Clarke de Stone-cum-Ebony)
Anthony Peter Clarke (né le 13 mai 1943) est un avocat britannique . Il est l'un des premiers juges Cour suprême du Royaume-Uni et est le premier juge de la Haute Cour à être nommé directement à ce tribunal quand il est entré en vigueur au 1er octobre 2009, sans avoir auparavant siégé comme Lord d'appel ordinaire. Il est nommé à la Cour d'appel final de Hong Kong le 11 avril 2011 en tant que juge non permanent . Il est auparavant maître des rôles et chef de la justice civile en Angleterre et pays de Galles. Il prend sa retraite de la Cour suprême en septembre 2017.

## Jeunesse et éducation
Clarke est né de Harry et Isobel Clarke . Il fait ses études à Oakham School. En 1957, le procès du tueur en série John Bodkin Adams l'incite pour la première fois à poursuivre une carrière juridique. Il étudie l'économie et le droit au King's College de Cambridge.

## Carrière
Il est admis au Barreau de Middle Temple en 1965. Il développe une pratique de droit commercial et maritime.
Il devient Conseiller de la reine en 1979 et est greffier devant les tribunaux pénaux et civils de 1985 à 1992. En 1993, Clarke est juge à la Haute Cour et, comme d'habitude, est nommé chevalier. Il est affecté à la Division du Banc de la Reine et, en avril 1993, il succède au juge Sheen comme juge de l'amirauté. Il siège au tribunal d'amirauté, au tribunal de commerce et au tribunal de la Couronne, jugeant respectivement des affaires commerciales et pénales.
Clarke est promu à la Cour d'appel d'Angleterre et du pays de Galles en 1998 et admis au Conseil privé. Peu de temps après, il dirige l'enquête sur la sécurité de la Tamise  et l'année suivante, l'enquête judiciaire sur le désastre de la marquise. Il est Master of the Rolls de 2005 à 2009.
Le 20 mai 2009, il est créé pair à vie, avec le titre de baron Clarke de Stone-cum-Ebony, de Stone-cum-Ebony, dans le comté de Kent, et siège comme crossbencher à la Chambre des lords le 1er juin 2009 . Il est nommé le 20 avril 2009 à la Cour suprême avec effet au 1er octobre 2009 .
Clarke prend sa retraite de la Cour suprême en septembre 2017. Il siège à la Chambre des lords jusqu'à sa retraite de la Chambre le 14 septembre 2020 .
Membre de la Shipwrights 'Company, Clarke est assistant de 2000 et premier directeur de 2014 à 2015.

## Vie privée
Il vit dans le Kent et à Londres avec sa femme, Rosemary, née Adam, qu'il a épousée en 1968, et a trois enfants .